# Jean Damun
Jean Damun est un architecte français du XVIIIe siècle mort en 1777. Il s'intéressa particulièrement à l'architecture des salles de spectacles et construisit celle du château de L'Isle-Adam pour le prince de Conti, mais ne parvint à faire réaliser aucun de ses projets parisiens. Il est connu aujourd'hui comme architecte des hôtels Hocquart et de Lannion, qui ont été conservés rue de l'Université et rue de Lille à Paris.

## Biographie
Gendre de François Blondel, Jean Damun fut contrôleur des Bâtiments et des magasins de la Ville de Paris, situés rue de la Mortellerie, où l'on entreposait les matériaux nécessaires aux décors des fêtes et cérémonies publiques. Lui-même participa à l'ordonnancement de certaines d'entre elles, comme la fête donnée pour le second mariage du Dauphin Louis de France (1729-1765) en 1747 et composa en 1756 le décor du feu d'artifice donné sur la place de Grève pour célébrer la prise de Port-Mahon par le maréchal de Richelieu.

### Architecture théâtrale
En 1747, avec le titre d'« architecte des Menus-Plaisirs du prince de Conti », il construisit pour le prince de Conti, Louis François de Bourbon-Conti, une salle de spectacles dans l'île de la Cohue à L'Isle-Adam (Oise), où se trouvait le château familial des Conti. En 1771, le prince demanda à Damun de réaménager et d'agrandir cette salle. Toujours pour le prince de Conti, Grand Prieur de l'ordre du Temple, Damun construisit également un théâtre dans l'Enclos du Temple à Paris.
Damun s'intéressa particulièrement à la problématique de la construction des salles de spectacle, s'attachant à trouver par des règles géométriques les formes les plus favorables à l'acoustique. Ses idées, qu'il ne put éditer avant sa mort, furent publiées par Pierre Patte en 1782 dans son Essai sur l'architecture théâtrale : « M. Damun, architecte, distribua il y a sept ou huit ans un prospectus pour annoncer le projet d'un Nouveau Théâtre tracé sur les principes des Grecs et des Romains. Quoique la mort de cet artiste ait empêché vraisemblablement la publication de cet ouvrage, nous croyons qu'on nous saura gré de donner une idée de la manière dont il avait envisagé cet objet. »
« Damun rêvait à un grand théâtre pour Paris, associé à l'un de ces projets urbains comme il en parut en grand nombre au milieu du siècle. Il appartenait à un urbanisme généreux de moderniser les quartiers populaires. Un terrain se présentait à proximité des Halles, celui de l'ancien hôtel de Soissons, libéré par la faillite du prince de Carignan. Damun eut l'idée d'un lieu de plaisir comprenant une salle de spectacles, une salle de danse et des boutiques dont la vente aurait contribué au financement de l'opération. Ce projet faisait mûrir l'idée d'un édifice public isolé, mais accordé par son ordonnance à l'environnement citadin. Cette entreprise ambitieuse aurait reposé sur un emprunt contracté à l'étranger. Damun l'expose dans une Supplique au roi (bibliothèque de la Comédie-Française). »
En 1766, alors que le service des Menus-Plaisirs du roi et les gentilshommes de la Chambre songeaient à la reconstruction du Théâtre-Français, Damun, soutenu par l'avocat Gerbier, présenta un projet qu'évoque l'intendant des Menus-Plaisirs Papillon de La Ferté dans son Journal : « J'ai accompagné M. le duc d'Aumont, M. le duc de Duras, M. de Saint-Florentin et M. Mesnard (de Chouzy) chez M. Damun, architecte, qui a fait voir à ces Messieurs le projet d'une salle de spectacle dans le goût des Grecs et des Romains. Tout le monde a admiré ce projet, et est convenu de l'avantage qui en résulterait, non seulement pour la Comédie-Française, mais encore pour l'embellissement de Paris. Mais, malgré tout l'enthousiasme de ces Messieurs, je crois que M. Damun ne tirera aucun fruit de ce beau projet que des compliments, attendu que nous ne sommes pas dans un temps favorable à son exécution. » En 1771, lorsqu'il fut question de reconstruire le Théâtre-Français au faubourg Saint-Germain, Damun se mit sur les rangs et concourut avec Denis-Claude Liégeon, architecte des Menus-Plaisirs, contre Victor Louis, Pierre-Louis Moreau-Desproux, Charles De Wailly et Marie-Joseph Peyre.

### Constructions privées
En 1754, Damun s'associa avec un spéculateur audacieux, le banquier Pierre Salle. Conjointement avec Pierre-Louis Brunet et Armand-Claude Le Franc de Jettonville, ce dernier monta une spéculation immobilière entre la rue de Bourbon et la rue de l'Université, sur des terrains ayant appartenu à Jules Hardouin-Mansart, où furent construits quatre hôtels destinés à être loués ou vendus en viager. Deux de ces hôtels sont du dessin de Damun et ont été conservés, les hôtels Hocquart et de Lannion. Il construisit deux immeubles rue Bergère pour Salle et son associé Matthieu et bâtit également l'hôtel de Beaupréau rue Croix-des-Petits-Champs.
On voit dans les comptes de la Ville de Paris entre août 1774 et août 1776, qu'une pension de 1 000 livres fut accordée à Damun, « ancien contrôleur des magasins ».

## Réalisations et principaux projets
- Château de L'Isle-Adam, L'Isle-Adam (Oise), 1747 et 1771-1774 (détruit) : Pour le prince de Conti, construction puis agrandissement d'une salle de spectacles doublée d'une salle de bal dans l'île de la Cohue. « Damun conçoit un théâtre double, composé d'une salle de spectacle et d'une salle de bal. D'abord, Damun procède au rehaussement d'un étage de la salle de spectacle afin de donner plus d'ampleur à la scène[13]. Puis, le prince de Conti décide d'augmenter la capacité de son théâtre en créant une salle “à la grecque”, située à l'arrière de la première salle de spectacle à la place d'un logement existant. Cette nouvelle salle, de plan semi-circulaire, est entourée de deux étages de loges. Cet agencement ne donne pas toute satisfaction au prince de Conti. La salle reste malcommode et ses dimensions ne répondent pas à ses exigences. Il fait détruire et reconstruire la salle selon un plan en ovale tronqué à un emplacement plus éloigné afin d'agrandir la première scène. Elle est édifiée de manière plus grandiose. Le prince et l'architecte ont quelques difficultés à choisir le moyen d'accès aux loges. Dans un premier temps, deux escaliers intérieurs sont construits. Cet aménagement déplait au prince de Conti qui les fait détruire. Enfin, il opte pour deux escaliers latéraux et des corridors de dégagement qui desservent les loges aux balcons continus[14]. La salle de bal est dotée d'un amphithéâtre mobile. Le décor de la salle de bal est reproduit sur la scène de spectacle. Cette disposition est analogue à celle de l'opéra de Versailles par Gabriel[15]. Damun cherche à donner une unité au décor des deux salles. Le décor est décrit de manière explicite dans les mémoires de peinture. Il imite l'architecture. Les deux étages de loges reposent sur un soubassement de pierres rustiques. Le décor est rythmé d'un ordre colossal ionique dont les chapiteaux, ornés de guirlandes de laurier, et les bases sont rehaussés de parements de bronze. Les fûts des colonnes imitent le marbre veiné. L'ensemble est bordé d'une balustrade, décorée de feuilles d'acanthe, rehaussées de bronze. Ce décor est peint en trompe-l'œil dans la salle de bal par le peintre Lafond[16]. Bailly, sculpteur demeurant rue Poissonnière, en est l'auteur[17]. Lafond décore les amphithéâtres de panneaux rehaussés de décors de bronze, représentant des anges sur un fond de rinceaux, d'arabesques et de feuilles de lierre. Il peint deux plafonds différents pour les deux salles. Le plafond de la salle de bal est orné d'un décor floral composé de “charmilles de marronniers avec fleurs”, tandis que le plafond de la salle de théâtre représente une lyre rayonnante bordée d'un tore de feuilles de chêne sur fond bleu. Il repose sur un entablement dorique dont la frise est ornée en alternance du chiffre du prince de Conti et de fleurs de lys. Damun, dans ce décor, manifeste son goût pour l'Antiquité. Cet ouvrage témoigne du goût dispendieux du prince. La difficulté à arrêter le projet peut s'expliquer par le désir d'obtenir une sonorité et un bâtiment parfaits. »[18]
- Hôtel Hocquart et hôtel de Lannion, nos 78 rue de l'Université et 75 rue de Lille, Paris (7e arrondissement), 1754 : Deux hôtels jumeaux qui se font face à travers leurs jardins contigus. L'élévation sur le jardin présente un avant-corps central à trois pans coupés, orné au premier étage de quatre pilastres d'ordre ionique. « L'architecture de Damun relève d'un style Louis XV tardif évoquant Contant d'Ivry. Comme lui, Damun construisit en briques des combles incombustibles et le fit savoir dans la presse. »[10]
- Deux immeubles, rue Bergère, Paris (9e arrondissement), 1756 : Construits pour le banquier Pierre Salle et son associé Matthieu[10].
- Hôtel de Beaupréau, rue Croix-des-Petits-Champs, Paris (1er arrondissement), 1758[10].